# EM i fodbold 2009 (kvinder)
Europamesterskabet i fodbold for kvinder 2009 var det 10. EM i fodbold for kvinder gennem tiden, og slutrunden blev afviklet i byerne Helsinki, Turku, Tampere og Lahti i Finland i perioden 23. august – 10. september 2009. Vinder af turneringen blev Tyskland, der dermed blev europamestre for syvende gang. I finalen slog de England med 4-2, mens Holland og Norge delte bronzepladsen (der blev ikke spillet om denne plads).
EM-slutrunden havde deltagelse af 12 hold, hvilket var en ændring fra sidste EM, hvor kun 8 hold deltog. 
To lande, Finland og Holland, havde søgt om værtsskabet for slutrunden, da UEFA's deadline udløb den 24. februar 2006. De to lande blev besøgt i april 2006, og UEFA's komite for kvindefodbold analyserede de to landes ansøgninger den 26. maj. Den endelige vært, Finland, blev udpeget ved mødet i UEFA's eksekutivkomite den 11. juli 2006 i Berlin. Ingen af de to ansøgerlande havde tidligere arrangeret EM.

## Dommere
Ni dommere blev valgt ud til at dømme kampene. Tre var fra et land der ikke deltog i turneringen. Dommerne delte tilsammen et rødt og 33 gule kort.
| Dommer                 | Land     | Gruppespil                            | Kvartfinale        | Semifinale        | Finale             | Rødt kort | Gult kort |
| ---------------------- | -------- | ------------------------------------- | ------------------ | ----------------- | ------------------ | --------- | --------- |
| Cristina Dorcioman     | Rumænien | Holland – Ukraine Island – Norge      |                    |                   |                    | 0         | 5         |
| Dagmar Damkova         | Tjekkiet | Finland – Danmark England – rusland   | Finland – England  |                   | Tyskland – England | 0         | 2         |
| Alexandra Ihringova    | England  | Tyskland – Norge Norge – Frankrig     |                    |                   |                    | 0         | 3         |
| Natalia Avdontsjenko   | Rusland  | Island – Frankrig Finland – Ukraine   |                    |                   |                    | 0         | 3         |
| Bibiana Steinhaus      | Tyskland | England – Italien Italien – Sverige   | Sverige – Norge    |                   |                    | 1         | 4         |
| Kirsi Heikkinen        | Finland  | Sverige – rusland Tyskland – Island   | Holland – Frankrig | Tyskland – Norge  |                    | 0         | 4         |
| Gyöngyi Krisztina Gaal | Ungarn   | Ukraine – Danmark rusland – Italien   |                    | England – Holland |                    | 0         | 6         |
| Jenny Palmqvist        | Sverige  | Holland – Finland Danmark – Holland   | Tyskland – Italien |                   |                    | 0         | 3         |
| Kateryna Monzul        | Ukraine  | Frankrig – Tyskland Sverige – England |                    |                   |                    | 0         | 4         |

## Slutrunde
Slutrunden blev afviklet i Finland i perioden 23. august – 10. september 2009. Fem stadioner i fire byer var udpeget som spillesteder:
| By       | Stadion         | Kapacitet | Hjemmehold              |
| -------- | --------------- | --------- | ----------------------- |
| Helsinki | Olympiastadion  | 40.000    | Finlands landshold      |
| Helsinki | Finnair Stadium | 10.770    | HJK Helsinki            |
| Tampere  | Ratinan Stadion | 17.000    | Tampere United          |
| Lahti    | Stadion Lahti   | 14.465    | FC Lahti                |
| Turku    | Veritas Stadion | 9.000     | Turku PS og Inter Turku |

### Hold
Slutrunden havde for første gang deltagelse af 12 hold – en udvidelse på fire hold i forhold til de otte hold, som deltog ved EM 2005. Finland var som værtsland automatisk kvalificeret til slutrunden, mens de elleve øvrige hold blev fundet i en kvalifikationsturnering.

#### Kvalificerede hold
| Værtsland Finland | Gruppevindere England Sverige Frankrig Tyskland Danmark Norge | Playoff-vindere Island Italien Rusland Ukraine Holland |

Holdene spillede først en indledende runde i tre grupper med fire hold. De to bedste hold fra hver gruppe og de to bedste treere gik videre til kvartfinalerne. Inddelingen af grupperne skete ved en lodtrækning, som blev foretaget i Finlandia-hallen i Helsinki den 18. november 2008. Finland var på forhånd blevet tildelt en plads i gruppe A og spillede de tre indledende kampe på Olympiastadion i Helsinki.
| Gruppe A |
| -------- |
| Finland  |
| Ukraine  |
| Danmark  |
| Holland  |

| Gruppe B |
| -------- |
| Tyskland |
| Island   |
| Norge    |
| Frankrig |

| Gruppe C |
| -------- |
| Sverige  |
| England  |
| Rusland  |
| Italien  |

### Indledende runde

#### Gruppe A
| Dato     | Kamp              | Resultat | Sted                      |
| -------- | ----------------- | -------- | ------------------------- |
| 23. aug. | Finland - Danmark | 1-0      | Olympiastadion, Helsinki  |
| 23. aug. | Ukraine - Holland | 0-2      | Veritas Stadion, Turku    |
| 26. aug. | Ukraine - Danmark | 1-2      | Finnair Stadium, Helsinki |
| 26. aug. | Holland - Finland | 1-2      | Olympiastadion, Helsinki  |
| 29. aug. | Finland - Ukraine | 0-1      | Olympiastadion, Helsinki  |
| 29. aug. | Danmark - Holland | 1-2      | Stadion Lahti, Lahti      |

| Stilling | Kampe | Mål | Point |
| -------- | ----- | --- | ----- |
| Finland  | 3     | 3-3 | 6     |
| Holland  | 3     | 5-3 | 6     |
| Danmark  | 3     | 3-4 | 3     |
| Ukraine  | 3     | 2-4 | 3     |

#### Gruppe B
| Dato     | Kamp                | Resultat | Sted                      |
| -------- | ------------------- | -------- | ------------------------- |
| 24. aug. | Tyskland - Norge    | 4-0      | Ratinan Stadion, Tampere  |
| 24. aug. | Island - Frankrig   | 1-3      | Ratinan Stadion, Tampere  |
| 27. aug. | Island - Norge      | 0-1      | Stadion Lahti, Lahti      |
| 27. aug. | Frankrig - Tyskland | 1-5      | Ratinan Stadion, Tampere  |
| 30. aug. | Norge - Frankrig    | 1-1      | Finnair Stadium, Helsinki |
| 30. aug. | Tyskland - Island   | 1-0      | Ratinan Stadion, Tampere  |

| Stilling | Kampe | Mål | Point |
| -------- | ----- | --- | ----- |
| Tyskland | 3     | 9-1 | 9     |
| Frankrig | 3     | 5-7 | 4     |
| Norge    | 3     | 2-5 | 4     |
| Island   | 3     | 1-5 | 0     |

#### Gruppe C
| Dato     | Kamp              | Resultat | Sted                      |
| -------- | ----------------- | -------- | ------------------------- |
| 25. aug. | England - Italien | 1-2      | Stadion Lahti, Lahti      |
| 25. aug. | Sverige - Rusland | 3-0      | Veritas Stadion, Turku    |
| 28. aug. | Italien - Sverige | 0-2      | Veritas Stadion, Turku    |
| 28. aug. | England - Rusland | 3-2      | Finnair Stadium, Helsinki |
| 31. aug. | Rusland - Italien | 0-2      | Olympiastaion, Helsinki   |
| 31. aug. | Sverige - England | 1-1      | Veritas Stadion, Turku    |

| Stilling | Kampe | Mål | Point |
| -------- | ----- | --- | ----- |
| Sverige  | 3     | 6-1 | 7     |
| Italien  | 3     | 4-3 | 6     |
| England  | 3     | 5-5 | 4     |
| Rusland  | 3     | 2-8 | 0     |

#### Treerstilling
| Hold    | Kampe | Mål | Point |
| ------- | ----- | --- | ----- |
| England | 3     | 5-5 | 4     |
| Norge   | 3     | 2-5 | 4     |
| Danmark | 3     | 3-4 | 3     |

Dermed blev Danmark det dårligste treerhold efter indledende runde og måtte forlade turneringen, mens Norge og England fortsatte til kvartfinalerne.

### Kvartfinaler
| Dato     | Kamp               | Tid   | Sted                      | Resultat       |
| -------- | ------------------ | ----- | ------------------------- | -------------- |
| 3. sept. | Finland - England  | 17:30 | Veritas Stadion, Turku    | 2-3            |
| 3. sept. | Holland - Frankrig | 20:00 | Finnair Stadium, Helsinki | 0-0 (5-4 str.) |
| 4. sept. | Tyskland - Italien | 17:30 | Stadion Lahti, Lahti      | 2-1            |
| 4. sept. | Sverige - Norge    | 20:00 | Ratinan Stadion, Tampere  | 1-3            |

### Semifinaler
| Dato     | Kamp              | Tid   | Sted                      | Resultat |
| -------- | ----------------- | ----- | ------------------------- | -------- |
| 6. sept. | England - Holland | 17:30 | Olympiastadion, Helsinki  | 2-1      |
| 7. sept. | Tyskland - Norge  | 20:00 | Finnair Stadium, Helsinki | 3-1      |

### Finale
| Dato      | Kamp               | Tid   | Sted                     | Resultat |
| --------- | ------------------ | ----- | ------------------------ | -------- |
| 10. sept. | England - Tyskland | 19:00 | Olympiastadion, Helsinki | 2-6      |

Dermed blev slutstillingen:
1. Guld  Tyskland
2. Sølv  England
3. Bronze  Holland og  Norge

Turneringens topscorer blev Inka Grings fra Tyskland med 6 mål, mens de fire nærmeste forfølgere scorede hver 3 mål.

## Kvalifikation
Eftersom værtslandet Finland var direkte kvalificeret til slutrunden, var der 11 pladser tilbage at spille om i kvalifikationen. Den blev afviklet på følgende måde: De 20 svageste hold spillede i første kvalifikationsrunde i 5 grupper med 4 hold. De fem gruppevindere kvalificerede sig til anden kvalifikationsrunde, hvor de 25 bedste hold trådte ind i turneringen. De 30 hold blev da inddelt i 6 grupper á 5 hold, der mødte hinanden ude og hjemme. De seks gruppevindere kvalificerede sig direkte til EM-slutrunden. De seks toere og de fire bedste treere blev parret i fem playoff-kampe, hvorfra de fem vindere kvalificerede sig til slutrunden.

### 1. kvalifikationsrunde
De 20 svageste hold blev inddelt i fem grupper med fire hold. Hver gruppe spillede en miniturnering i et af gruppens lande om én plads i 2. kvalifikationsrunde, og kampene blev spillet den 18. – 23. november 2006.
De fem gruppevindere, Nordirland, Israel, Slovakiet, Rumænien og Wales, kvalificerede sig til 2. kvalifikationsrunde (værtslandet for miniturneringen er markeret med fed skrift):
| Gruppe A1  | Kampe | Mål  | Point |
| ---------- | ----- | ---- | ----- |
| Nordirland | 3     | 9-2  | 6     |
| Tyrkiet    | 3     | 11-2 | 6     |
| Kroatien   | 3     | 9-6  | 6     |
| Georgien   | 3     | 0-19 | 0     |

| Gruppe A2     | Kampe | Mål | Point |
| ------------- | ----- | --- | ----- |
| Israel        | 3     | 9-2 | 9     |
| Bosnien-Herc. | 3     | 7-7 | 4     |
| Armenien      | 3     | 2-2 | 4     |
| Letland       | 3     | 1-8 | 0     |

| Gruppe A3  | Kampe | Mål  | Point |
| ---------- | ----- | ---- | ----- |
| Slovakiet  | 3     | 15-0 | 9     |
| Luxembourg | 3     | 5-7  | 4     |
| Litauen    | 3     | 1-4  | 2     |
| Malta      | 3     | 2-12 | 1     |

| Gruppe A4    | Kampe | Mål  | Point |
| ------------ | ----- | ---- | ----- |
| Rumænien     | 3     | 10-1 | 9     |
| Bulgarien    | 3     | 8-1  | 6     |
| Aserbajdsjan | 3     | 4-9  | 3     |
| Estland      | 3     | 2-13 | 0     |

| Gruppe A5  | Kampe | Mål  | Point |
| ---------- | ----- | ---- | ----- |
| Wales      | 3     | 10-2 | 9     |
| Kasakhstan | 3     | 3-2  | 6     |
| Færøerne   | 3     | 8-3  | 3     |
| Makedonien | 3     | 0-14 | 0     |

### 2. kvalifikationsrunde
Gruppevinderne fra 1. kvalifikationsrunde spillede sammen med de 25 stærkeste landshold i 2. kvalifikationsrunde. Følgende landshold var seedet og indtrådte derfor først i denne fase:
| - Belgien - Danmark - England - Frankrig - Grækenland | - Holland - Hviderusland - Irland - Island - Italien | - Norge - Polen - Portugal - Rusland - Schweiz | - Serbien - Skotland - Slovenien - Spanien - Sverige | - Tjekkiet - Tyskland - Ukraine - Ungarn - Østrig |

De 30 hold blev den 13. december 2006 ved lodtrækning inddelt i 6 grupper á 5 hold, der mødte hinanden ude og hjemme. De seks gruppevindere kvalificerede sig direkte til EM-slutrunden. De seks toere og de fire bedste treere blev parret i fem playoff-kampe, hvorfra de fem vindere kvalificerede sig til slutrunden. Playoff-kampene blev spilles den 25. – 30. oktober 2008.
Anden kvalifikationsrunde blev spillet i perioden 1. april 2007 – 2. oktober 2008 og endte med følgende stillinger.
| Gruppe 1     | Kampe | Mål   | Point |
| ------------ | ----- | ----- | ----- |
| England      | 8     | 24-40 | 20    |
| Spanien      | 8     | 24-60 | 17    |
| Tjekkiet     | 8     | 18-14 | 14    |
| Hviderusland | 8     | 10-27 | 4     |
| Nordirland   | 8     | 02-26 | 1     |

| Gruppe 2 | Kampe | Mål   | Point |
| -------- | ----- | ----- | ----- |
| Sverige  | 8     | 31-00 | 24    |
| Italien  | 8     | 23-70 | 18    |
| Irland   | 8     | 10-14 | 12    |
| Rumænien | 8     | 08-28 | 4     |
| Ungarn   | 8     | 06-29 | 1     |

| Gruppe 3   | Kampe | Mål   | Point |
| ---------- | ----- | ----- | ----- |
| Frankrig   | 8     | 31-20 | 21    |
| Island     | 8     | 27-40 | 18    |
| Slovenien  | 8     | 14-24 | 12    |
| Serbien    | 8     | 11-24 | 6     |
| Grækenland | 8     | 07-36 | 3     |

| Gruppe 4 | Kampe | Mål   | Point |
| -------- | ----- | ----- | ----- |
| Tyskland | 8     | 34-10 | 24    |
| Holland  | 8     | 12-12 | 12    |
| Schweiz  | 8     | 09-16 | 11    |
| Belgien  | 8     | 07-15 | 10    |
| Wales    | 8     | 01-19 | 0     |

| Gruppe 5  | Kampe | Mål   | Point |
| --------- | ----- | ----- | ----- |
| Danmark   | 8     | 23-50 | 21    |
| Ukraine   | 8     | 15-30 | 19    |
| Skotland  | 8     | 15-70 | 10    |
| Slovakiet | 8     | 05-29 | 6     |
| Portugal  | 8     | 04-18 | 2     |

| Gruppe 6 | Kampe | Mål   | Point |
| -------- | ----- | ----- | ----- |
| Norge    | 8     | 26-00 | 22    |
| Rusland  | 8     | 25-70 | 19    |
| Østrig   | 8     | 13-18 | 9     |
| Polen    | 8     | 11-20 | 7     |
| Israel   | 8     | 03-33 | 1     |

#### Treerstillingen
Kun de fire bedste gruppetreere gik videre til playoff-kampene. Kun resultaterne mod de hold, som sluttede som nr. 1, 2 og 4 i grupperne talte med i treerstillingen.
| Treerstilling | Kampe | Mål   | Point |
| ------------- | ----- | ----- | ----- |
| Tjekkiet      | 6     | 11-13 | 8     |
| Skotland      | 6     | 11-60 | 6     |
| Irland        | 6     | 06-13 | 6     |
| Slovenien     | 6     | 05-19 | 6     |
| Schweiz       | 6     | 05-16 | 5     |
| Østrig        | 6     | 06-18 | 3     |

### Playoff-kampe
De seks toere og de fire bedste treere fra grupperne i 2. kvalifikationsrunde deltog i playoff-kampene om de sidste fem pladser ved slutrunden i Finland. De ti hold blev ved lodtrækning parret i fem opgør, der afvikledes over to kampe (hjemme og ude). Hjemmeholdet i første kamp er nævnt først, og kampene blev spilles den 25./26. oktober og 29./30. oktober 2008.
| Kamp                                  | Samlet | 1. kamp | 2. kamp |
| ------------------------------------- | ------ | ------- | ------- |
| Irland - Island                       | 1-4    | 1-1     | 0-3     |
| Tjekkiet - Italien                    | 1-3    | 0-1     | 1-2     |
| Skotland - Rusland                    | •4-4•  | 2-3     | 2-1     |
| Slovenien – Ukraine                   | 0-5    | 0-3     | 0-2     |
| Spanien – Holland                     | 0-4    | 0-2     | 0-2     |
| • Rusland vinder på flest udebanemål. |        |         |         |

Vinderne af de fem opgør kvalificerede sig til EM-slutrunden.

## Målscorere
6 mål
- Inka Grings

3 mål
| - Eniola Aluko - Kelly Smith | - Fatmire Bajramaj | - Victoria Sandell Svensson |

2 mål
| - Karen Carney - Fara Williams - Laura Österberg Kalmari - Camille Abily | - Melanie Behringer - Linda Bresonik - Simone Laudehr - Birgit Prinz | - Patrizia Panico - Kirsten van de Ven - Cecilie Pedersen |

1 mål
| - Camilla Sand Andersen - Maiken Pape - Johanna Rasmussen - Jill Scott - Faye White - Maija Saari - Linda Sällström - Annica Sjölund - Sonia Bompastor - Louisa Necib - Gaëtane Thiney - Annike Krahn | - Kim Kulig - Anja Mittag - Célia Okoyino da Mbabi - Hólmfríður Magnúsdóttir - Melania Gabbiadini - Alessia Tuttino - Tatiana Zorri - Manon Melis - Marlous Pieëte - Sylvia Smit - Karin Stevens | - Anneli Giske - Isabell Herlovsen - Lene Storløkken - Olesya Kurochkina - Ksenia Tsybutovich - Kosovare Asllani - Charlotte Rohlin - Lotta Schelin - Caroline Seger - Daryna Apanaschenko - Lyudmyla Pekur |

selvmål
- Stina Segerström (i kampen mod Norge)